# Born Into This
Born Into This är ett musikalbum av den engelska gruppen The Cult som släpptes 2007.

## Låtlista
1. "Born Into This" - 4:04
2. "Citizens" - 4:32
3. "Diamonds" - 4:06
4. "Dirty Little Rockstar" - 3:40
5. "Holy Mountain" - 3:42
6. "I Assassin" - 4:13
7. "Illuminated" - 4:07
8. "Tiger in the Sun" - 5:09
9. "Savages" - 3:54
10. "Sound of Destruction" - 3:30